# Doradite de Dinelli
Pseudocolopteryx dinelliana
Espèce
Synonymes
- Pseudocolopteryx dinellianus

Statut de conservation UICN

 NT  : Quasi menacé
Le Doradite de Dinelli (Pseudocolopteryx dinelliana) est une espèce de passereau placée dans la famille des Tyrannidae.

## Répartition
Cet oiseau vit en Argentine, en Bolivie et au Paraguay.

## Habitat
Il vit dans les fruticées sèches subtropicales et tropicales, les prairies sèches en plaine et les zones de marais.
Il est menacé par la perte de son habitat.